# Artavasdes Dimacísio
Artavasdes Dimacísio (em latim: Artavasdes; em armênio/arménio: Արտաւազդ; romaniz.: Artawazd) foi um nobre armênio (nacarar) do século VI, membro da família Dimacísio, ativo durante o reinado do imperador Constante II (r. 641–668).

## Nome
Artavasdes, Artoasdes ou Artabazo (Artabazus) são as formas latinas do armênio Astavasde (em armênio/arménio: Արտաւազդ, Artawazd), que derivou do avéstico Axavasda (Ašavazdah-), "aquele que promove a justiça", através do iraniano antigo *Artavasda (*Artavazdah). Foi registrado em persa médio como *Ardevaste (*Ard-vast), em grego como Artabasdo (Αρτάβασδος, Artábasdos), Artauasdes (Αρταουάσδης, Artaouásdēs), Artabazes (Αρτάβαζης, Artábazēs) e Artabazo (Αρτάβαζος, Artábazos) e em árabe como Artabatus (em árabe: ارتاباتوس).

## Contexto

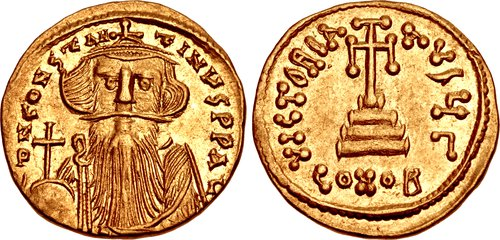
Soldo de r.

Após a queda do Império Sassânida, conquistado pelos árabes, os armênios, vassalos dos sassânidas, se aproximam do Império Bizantino para resistir melhor às incursões dos árabes. O imperador Constante II (r. 641–668) nomeou Teodoro Restúnio como príncipe da Armênia em 643, mas os armênios rapidamente se desapontaram com o Império Bizantino que, por um lado, apenas ajuda fracamente contra os árabes e, por outro, procura acabar ao cisma armênio pela conversão forçada. Restúnio rejeita a suserania bizantina e aproxima-se dos árabes e aprisiona os emissários bizantinos. Constante invadiu a Armênia em 654, obrigando Teodoro Restúnio a fugir, e nomeou em seu lugar Musel IV, que assim se tornou príncipe da Armênia. Após a partida do exército bizantino, Restúnio recebeu um contingente de sete mil árabes, assumiu o controle da Armênia e se tornou príncipe novamente.

## Vida
A parentela de Artavasdes é incerta, exceto que pertenceu à família Dimacísio. Em 654, em meio aos tumultos no qual o país estava envolvido, Artavasdes serviu como emissário de Musel IV. Por conta da inveja de seu irmão, cujo nome não é registrado, foi entregue ao general árabe Habibe ibne Maslama Alfiri, então residindo em Aruche, em Aragatócia, que o executou com excessiva crueldade.